# Nueva Palestina, Chiapa de Corzo
Nueva Palestina är en ort i Mexiko.   Den ligger i kommunen Chiapa de Corzo och delstaten Chiapas, i den sydöstra delen av landet, 700 km öster om huvudstaden Mexico City. Nueva Palestina ligger 476 meter över havet och antalet invånare är 935.
Terrängen runt Nueva Palestina är kuperad åt nordost, men åt sydväst är den platt. Runt Nueva Palestina är det ganska tätbefolkat, med 58 invånare per kvadratkilometer. Närmaste större samhälle är Tuxtla Gutiérrez, 18,4 km nordväst om Nueva Palestina. Omgivningarna runt Nueva Palestina är en mosaik av jordbruksmark och naturlig växtlighet.